# Rosemary-Plateau
Das Rosemary-Plateau ist ein bis zu 1728 m hohes Plateau im ostantarktischen Viktorialands. Es liegt 45 km westlich des Granite Harbor an der Scott-Küste und bildet an der Südflanke des Mackay-Gletscher einen über einen schmalen Grat mit dem Nordhang des Skew Peak verbundenen abgeflachten Hügel. Das Plateau besteht aus verwittertem Dolerit mit Felsvorsprüngen aus Sandstein der Beacon Supergroup im östlichen Abschnitt und Schutt dieses Materials an seinen westlichen Hängen.
Der neuseeländische Entomologen Keith A. J. Wise benannte es in den frühen 1960er Jahren nach dem Vornamen seiner Ehefrau. Das New Zealand Antarctic Place-Names Committee akzeptierte diese Benennung erst am 14. August 2002.